# Karenga
Die Karenga (russisch Каренга) ist ein rechter Nebenfluss des Witim in der Region Transbaikalien im Südosten Sibiriens.
Die Karenga entspringt im Jablonowygebirge nordöstlich der Großstadt Tschita. Sie fließt in nordöstlicher Richtung durch das Bergland und mündet nach 366 km bei Ust-Karenga rechtsseitig in den Witim. Die Karenga entwässert ein Areal von 10.100 km². Der Fluss ist zwischen Ende November und Mitte April eisbedeckt. In den Monaten Mai bis September führt er häufig Hochwasser. Der mittlere Abfluss (MQ) 5,5 km oberhalb der Mündung beträgt 40,9 m³/s.